# Konjowo (Archangelsk)
Konjowo (russisch Конёво) ist ein Dorf (Selo) in Nordwestrussland. Es gehört zur Oblast Archangelsk und hat 2838 Einwohner (Stand 14. Oktober 2010).

## Geographie
Konjowo befindet sich im Rajon Plessezk, etwa 276 km südlich der Oblasthauptstadt Archangelsk. Es liegt am rechtsseitigen Ufer der Onega rund 82 km vom Rajonzentrum Plessezk entfernt. Durch das Dorf fließt der Fluss Ektyscha (Эктыша). Konjowo ist Verwaltungszentrum der Landgemeinde Konjowo (Коневское сельское поселение), in der sich neben der Siedlung Most, 42 weitere Dörfer (деревня) befinden. In der Landgemeinde leben 4268 Einwohner (Stand 2010).

## Geschichte
Konjowo entstand als Vereinigung mehrerer, an der Onega gelegener, Dörfer (u. a. Proimatschewskaja, Ektyscha, Mischkowskaja und Lukjanowskaja). Seit dem Jahr 1765 diente die Siedlung als Poststation auf dem Posttrakt von Sankt Petersburg nach Archangelsk. Von dieser Funktion als Poststation, an der unter anderem die Pferde gewechselt wurden, leitet sich der Name des Ortes ab (russ. конь, kon, deutsch: Pferd).
Konjowo war von 1919 bis 1929 Verwaltungssitz der gleichnamigen Wolost und von 1929 bis zu seiner Auflösung 1963 Verwaltungssitz des Rajon Priosjorsk. Mit der Auflösung des Rajon Priosjorsk ging Konjowo in den Bestand des Rajons Kargopol ein. Seit 1965 ist es Teil des Rajons Plessezk.

### Einwohnerentwicklung
Die folgende Übersicht zeigt die Entwicklung der Einwohnerzahlen von Konjowo.
| Jahr | Einwohner |
| ---- | --------- |
| 1939 | 1.931     |
| 1959 | 3.046     |
| 2002 | 3.068     |
| 2010 | 2.838     |

Anmerkung: Volkszählungsdaten

## Infrastruktur und Verkehr
In Konjowo gibt es keine nennenswerte Industrie. Die meisten Erwerbstätigen arbeiten in den nächstgelegenen größeren Städten wie Mirny und Plessezk. Sehenswürdigkeiten des Ortes sind die im 18. Jahrhundert erbaute orthodoxe Kapelle sowie die von 1880 bis 1882 erbaute Kirche des Heiligen Schutzes (Храм Святого Покрова). Das Dorf verfügt über ein Kulturhaus, eine Mittelschule, einen Kindergarten und zwei Bibliotheken.
Konjowo liegt an der Regionalstraße R1 (Р1), die ausgehend von der Fernstraße M8 in Brin-Nawolok über Konjowo bis nach Kargopol verläuft.